# Quararibea guianensis
Quararibea guianensis là một loài thực vật có hoa trong họ Cẩm quỳ. Loài này được Aubl. miêu tả khoa học đầu tiên năm 1775.